# Гірнича промисловість Таїланду
Гірнича промисловість Таїланду

## Загальна характеристика
На початку XXI ст. у країні добувається 39 видів корисних копалин (22 нерудних, 14 металевих і 3 паливних), з яких 17 експортуються. Загальна вартість видобутої мінеральної сировини у 2001 р склала бл. Bt24-25 млрд. Частка гірничодоб. промисловості — бл. 2% ВВП (90-і рр. XX ст.), але є важливим джерелом валютних надходжень. Важливе значення для нац. економіки мають видобуток і виробництво сурми, вольфраму, свинцю, цинку, гіпсу, каоліну, кам. солі, тальку. Таїланд є одним з провідних постачальників олова і вольфраму на світовий ринок. У 80-і рр. XX ст. швидкими темпами нарощувався видобуток паливно-енергетичної сировини.
Видобуток корисних копалин у 2001 р: лігніт — 19.6 млн т, Bt9.1 млрд. (+10.7% обсягу до 2000); вапняк — 46.4 млн т, Bt3.9 млрд. (+6.6% обсягу до 2000); гіпс — 6.19 млн т, Bt2.98 млрд. (+6.2% від обсягу і +16.5% вартості до 2000 р); цинк (руда) — до 88 664 т, Bt665 млн. (-44% обсягу і −52% вартості до 2000). Понад 90% видобутої мінеральної сировини використовується всередині країни [Mining Annual Review 2002]. Таїланд імпортував бітумінозне вугілля і антрацит, експортував базові метали (олово, тантал та інш.).
Основний виробник мінерально-металічної продукції в країні — компанія Padaeng Industry plc. (UM of Belgium — 44,77%) і уряд Таїланду (Thai Ministry of Finance) −13.81%.

## Окремі галузі
Нафта і газ. Перше родов. нафти — Сірікіт, бас. Пхітсанулок відкрито в 1981 (експлуатація з 1983). У 1988 в Сіамській затоці компанія «Shell» почала добувати 6 тис. бар. нафти на добу. На кінець XX ст. у Т. діяло 4 нафтопереробні заводи загальною потужністю бл. 10 млн т/добу.
Таїланд планує розвиватися як регіональний центр торгівлі нафтою, в чому конкурує з Сінгапуром. Для цієї мети планують прорити через перешийок Кра канал, який зв'яже Андаманське море з Сіамською затокою. Альтернативне рішення полягає в будівництві нафтопроводу на тому ж місці [Bangkok Post].
Розробка родовищ природного газу почалася у 1980-х роках в прибережних водах. Потужності газопромислів понад 5 млрд м3/рік. Перше газове родов Т. — Ераван, відкрите у 1972 в Сіамській затоці. В кінці XX ст. розроблялися газові родов. Ераван, Баанпот, Пхлабонг і Сатун.
Найзначнішим виробником нафти і газу в Таїланді є корпорація ChevronTexaco. Поточний видобуток її у 2002 р. досяг 55 тис. бар. нафти і близько 210 млн кубофутів газу на добу [RIGZONE]. У 2003 р. Chevron Offshore (Thailand) Ltd., дочірня компанія корпорації ChevronTexaco, оголосила про відкриття покладів нафти і газу розвідувальними свердловинами Тантаван-23 (Tantawan 23) і Тантаван-24 (Tantawan 2) в блоці 9А в акваторій Сіамської затоки.
У 2002–2003 рр. провідна промислова група Unocal, якій належить понад 30% всього видобутку газу в Таїланді, рр. видобувала на своїх морських родовищах бл. 30.28 млн куб.м. газу і 35 тис. бар. конденсату на добу. Видобуток нафти у 2003 р. група має намір підвищити до 20 тис. бар./добу проти 12 тис. бар./добу в 2002. Видобуток ведеться на 14 родовищах. Очолюваний Unocal консорціум зарезервував в Таїланді на 2003 р. майже 300 млн дол. на освоєння газових ресурсів в Сіамській затоці. Консорціум планує пробурити приблизно 140 свердловин в рамках робіт, що проводяться PTT Exploration & Production PLC (PTTEP) по освоєнню газового родовища Артгіт (Arthit). PTTEP планує в 2006 р. почати постачати газ з родовища Артгіт по своєму магістральному газопроводу в Сіамській затоці в м. Районґ на східному узбережжі країни [Oil and Gas Journal. 2003. V.101].
Видобуток бурого вугілля почався в 50-х рр. 20 ст. і до 1987 досяг 7 млн т. Розробка вугілля ведеться кар'єрами в трьох провінціях, вугілля використовується в осн. (понад 80%) для постачання електростанцій; інша частина вугілля поступає на цементні заводи і інш. споживачам.
Вугільна компанія PCL планує підвищити видобуток вугілля в 2002 р. з 4,5 до 13 млн т на рік. 3 них 3 млн т будуть добувати на вітчизняних шахтах, 3 млн т на підприємствах Jorong і 7 млн т в Indocoal [World Coal. — 2001. — 10, № 9. — Р. 3].
Видобуток олова — провідна галузь гірничої промисловості Т. Наприкінці XX ст. вона забезпечувала в сер. 65-70% вартості видобутої мінеральної сировини (виключаючи паливо). Осн. райони видобутку — зах. частина країни вздовж кордону з Бірмою, і півострівна частина; морський видобуток ведеться в Сіамській затоці і Андаманському м. Розробляються г.ч. алювіальні розсипи (понад 90% всього видобутку). Осн. ринки збуту — США, Японія і Нідерланди.
Видобуток свинцево-цинкових руд ведеться г.ч. в центр. частині Т. (р-н м. Лей) і на заході країни (пров. Так), де розробляються родов., що містять 5,0% свинцю і цинку.
Тантал. Таїланд — найбільший (в 1990-х рр.) продуцент первинної танталової сировини (бл. 25% світового видобутку). Осн. джерело її отримання — шлаки оловоплавильного виробництва, які протягом тривалого часу експортувалися (переважно у США). З 1982 експорт таких шлаків заборонений, вони стали перероблятися на вітчизняному підприємстві компанії «Thailand Tantalum Industry Со. Ltd.».
Видобуток вольфрамових руд почався під час 2-ї світової війни 1939-45 в пров. Месаріанґ (поблизу кордону з Бірмою). Освоєння в 70-х рр. великих родов. Доймок (на півн. країни) і Кхаосун (на півдні) дозволило Т. зайняти одне з провідних місць по видобутку вольфраму у світі. Добувні підприємства на родов. Кхаосун і на родов. Доймок закриті з 1982 і 1979 відповідно. Вольфрам добувають як побічний продукт при видобутку олова. Т. експортують вольфрамову сировину в Нідерланди, США, ФРН.
Стибій. За видобутком стибієвих (сурм'яних) руд Т. займає одне з важливих місць у світі. Руди добувають відкритим способом на бл. 150 підприємствах. Т. експортує стибієвий концентрат у Півд. Корею, Бельгію, Бразилію.
Мідь. Новий міделиварний завод в Районге (Rayong), який будується таїландською компанією Thai Copper Industries plc (TCI), повинен стати до ладу в квітні 2004 р. Підприємство має потужність 180 тис. т міді на рік. У 2002 р Таїланд імпортував 170 тис. т рафінованої міді [Mining Journal. 2003. V.340].
Дорогоцінні і виробні камені. З давніх-давен в Т. добувають дорогоцінні та виробні камені. Розробляють поклади сапфіру, рубіну, циркону, шпінелі, ґранату, хризоліту, берилу, турмаліну, жадеїту і багатьох різновидів кварцу. Осн. центри видобутку дорогоцінних каменів знаходяться в провінціях Чантхабурі, Трат, Сисакет, Канчанабурі і Муанг-Пхре. Понад 70% видобутку (в осн. сапфірів, рубінів, цирконів) дає пров. Чантхабурі. Видобуток алмазів ведеться попутно з розробкою олов'яних розсипів. Добувають дорогоцінні і виробні камені в осн. відкритим способом (на родов. Мекхлонґ комбінованим). Старательством зайнято 200–300 тис. чол. Бангкок — один з найбільших світових центрів по обробці самоцвітів. Крім власної сировини тут обробляється понад 80% всіх австралійських сапфірів, а також дрібні ювелірні камені (смарагд, ґранати, циркон і інш.) з Бразилії, Кенії, Шрі-Ланки, ПАР, Бірми і інш. країн.
Гірничохімічна сировина. Флюорит здавна використовувався як матеріал для виготовлення статуеток Будди. Пром. пошуки були початі в 1958. Найбільші родов. розташовані на півночі країни в провінціях Лампхун і Чіангмай (найбільше родов. Метха). Бл. 70% промислових родов. Т. розробляються кар'єрами і тільки 5 — штольнями і шахтами.
За видобутком кухонної солі Т. займає одне з перших місць у Півд.-Сх. Азії. Морська сіль добувають на узбережжі Сіамської затоки, за 20 км від Ратбурі. Великі соляні розробки ведуться на півночі (в Боклуа, долина Муангнан). Кристалічну сіль добувають в півн.-зах. районі (Бохуарете).
Вигідне географічне положення поблизу країн, що є великими споживачами і імпортерами калійних добрив (Китай, Індія, Малайзія, Індонезія), дозволило почати здійснення великих проєктів по освоєнню таїландських калійних ресурсів. На родовищах Сомбун і Бамнетнаронґ у 2001 р продовжувалося активне будівництво рудників, а на найбільшому родовищі Удон велася підготовка до освоєння.
Рудник Сомбун будується на півн. сході Таїланду, південніше м. Удонтхані. Проєкт реалізовує таїландська компанія Asia Pacific Potash Corporation Ltd. (APPC), дочірня фірма канадської Asia Pacific Resources Ltd. (APR), яка має в ній 90%-ну частку (10% належать державі). Основні етапи реалізації проєкту: 1993 — початок пошуково-оцінних робіт; 1996–1997 — геологічна розвідка; підготовлене ТЕО освоєння родовища; 1998–2000 — фінансове забезпечення проєкту. Розвідані запаси хлориду калію родовища Сомбун −196.6 млн т [Asia Pacific Resources Ltd. Executive Summary. http://www.crewgroup.com/apq1/index.html [Архівовано 31 січня 2014 у Wayback Machine.]. 2001.]. Руди легкозбагачувані, високоякісні (24% K2O), сильвінітового складу. Видобуток калійних солей буде вестися підземним способом. Проєктна продуктивність рудника — 2 млн т хлориду калію на рік (1.2 млн т K2O) [Phosphorus and Potassium. 1998. № 216]. Проєкт включає також будівництво збагачувальної фабрики, нового глибоководного порту і складських приміщень на узбережжі Таїландського затоки. Термін введення рудника в експлуатацію — 2003 р.
Рудник Бамнетнаронґ буде побудовано в центральній частині Таїланду, в районі однойменного міста. Проєкт здійснює міжнародна компанія ASEAN Potash Mining Co. (APMC). Акціями компанії володіють (%): уряд Таїланду — 20; компанія Industrial Finance Corp. (Таїланд) — 14; уряди Індонезії і Малайзії — по 13; компанія Asahi Glass (Японія) — 6; уряди Філіппін, Сінгапуру і Брунею — по 1, а також приватні інвестори Таїланду. Проєкт включає будівництво підземного рудника продуктивністю 1.1 млн т/рік хлориду калію (0.66 млн т K2O) і будівництво збагачувальної фабрики та газопроводу для енергопостачання рудника. Термін введення рудника в експлуатацію — 2003 р.;
Крім того, є плани здійснити дорозвідку родов. Удон, що на північ від рудника Сомбун, і будівництво ще одного калійного рудника на його базі. Прогнозні ресурси сильвінітових руд на цьому родовищі оцінюються більш ніж в 1 млрд т. Якість руд аналогічна рудам родовища Сомбун. Запаси родовища Удон (за попередніми оцінками) можуть в 3 рази перевершувати запаси родовища Сомбун. Канадська компанія Asia Pacific Resources протягом 1999–2000 рр. підготувала ТЕО спорудження рудника на родовищі Удон.
Осн. родов. каоліну — в пров. Чіангмай і Ранонг. Розробка ведеться відкритим способом з використанням екскаваторів, навантажувачів і автосамоскидів.
Польовий шпат добувають г.ч. в півн. районах країни. Збагачують польовий шпат флотацією. Родов. гіпсу розробляють відкритим способом. Т. експортує гіпс в Малайзію, Індонезію, Тайвань, Філіппіни, Гонконг, Півд. Корею, Сінгапур, Японію і інш. країни. Крім того, видобувають сланці для потреб цементної промисловості, пірофіліт, тальк, доломіт.
Видобуток нерудних буд. матеріалів. Родов. пром. вапняку розробляють відкритим способом. Розробка глин ведеться теж відкритим способом в провінціях Чіангмай, Лампхун, Прачінбурі і Сураттхані. Видобуток і обробка мармурових блоків в країні почата в 1957 компанією «Marble Co. Ltd.» З 1987 діють понад 40 підприємств, які щорічно виробляють бл. 40 тис. т облицювальних матеріалів з мармуру різних кольорів і відтінків. Видобуток мармурових блоків ведеться за допомогою канатних пилок. Родов. кварцового піску розробляють в провінціях Сонгкхла, Трат, Канчанабурі і Районґ.
У невеликих розмірах добуваються також дорогоцінні камені — рубіни і сапфіри.
Перспективи розвитку гірничодобувної промисловості в країні пов'язуються, зокрема, з продукуванням поташу. Є два проєкти розвитку цієї підгалузі, в яких задіяні компанії Asean Potash Mining Co., Basi, International Development Corp., Bateman Engineering, Cementation Skanska, Ferrostaal AG, СП Японії-Канади, Таїланду-Китаю, TSB Trading, Asia Pacific Resources (Ванкувер), Asia Pacific Potash Corp. (APPC) [Mining Annual Review 2002].

## Гірничо-геологічна служба. Наукові установи. Підготовка кадрів. Друк
Проблемами освоєння ресурсів мінеральної сировини в Т. займається Департамент мінеральних ресурсів при Мін-ві промисловості. Наук. дослідження мінеральних і інш. видів ресурсів країни ведуться в Інституті наук. і технол. досліджень Т. (засн. 1963 в Бангкоку). Геол. дослідження проводяться Королівським інститутом в Бангкоку (засн. в 1933), а також Наук. товариством Т. (засн. у 1948 в Бангкоку). Вивченням мінеральних ресурсів країни і інш. проблемами, пов'язаними з геологією і гірн. справою, займається ряд центрів та інститутів при різних університетах Т. Підготовка наук. кадрів ведеться в університеті Чулалонгкорн в Бангкоку (засн. в 1917), у Королівському університеті м. Сонгхла (засн. в 1964), в університеті Махідол в Бангкоку. Геологія входить в число навчальних дисциплін в університеті Срінакхарінвірот в Бангкоку, в університеті м. Чіангмай. При Королівському технол. інституті (засн. в 1971) є Школа енергії і матеріалів, а також коледж пром. технології. Проблеми геології і гірн. справи висвітлюються в журналах: «Saranukrom Thai» (з 1940) і «Journal» (з 1950) — видає Королівський інститут в Бангкоку; «Science» та «Journal» (з 1950) — наук. товариство Т. Сіамське товариство Т. (засн. в 1904) випускає бюлетені історії природи); університет Чулалонгкорн щорічно видає «Research Journal»; університет м. Чіангмай — наук. бюлетені.